# (6765) Fibonacci
(6765) Fibonacci ist ein Asteroid des inneren Hauptgürtels, der am 20. Januar 1982 vom slowakischen Astronomen Ladislav Brožek am Kleť-Observatorium (IAU-Code 046) in Südböhmen auf dem Kleť in der Nähe der Stadt Český Krumlov entdeckt wurde.
Der Himmelskörper wurde nach dem italienischen Rechenmeister Leonardo Fibonacci (* um 1170; † nach 1240 im italienischen Pisa), der als einer der bedeutendsten Mathematiker des Mittelalters gilt, benannt. Bekannt ist er heute vor allem durch die nach ihm benannte Fibonacci-Folge, die im Zusammenhang mit dem Goldenen Schnitt steht. Die Identifikationsnummer des Asteroiden ist selber die 20. Zahl der Fibonacci-Folge.